# Lijst van personages uit Digimon Data Squad
Dit is een lijst van personages uit de animeserie Digimon Data Squad.
- De digimon staan genoemd bij de naam waaronder ze in de serie het meest te zien zijn. Eventuele andere vormen staan onder deze naam vermeld.

## DATS-leden en hun digimon

### Marcus Damon
Marcus Damon, Japanse naam Masaru Daimon (大門 大, Daimon Masaru), is een veertienjarige jongen. Hij woont bij zijn moeder, Sarah, en is dol op vechten. Hij beschouwt zichzelf dan ook als een straatvechter. Zijn vaardigheden zijn soms bijna bovenmenselijk. Zijn vader, Spencer, is jaren terug verdwenen, en Marcus is vastberaden hem terug te vinden. Dit is een rode draad in de serie.
Nadat Marcus Agumon ontmoet, wordt hij samen met hem lid van het DATS-team. Marcus is een van de weinigen die eigenhandig tegen digimon vecht, hoewel hij nog wel op Agumons hulp vertrouwt. Hij kan onder andere door een vijand te slaan zijn DNA-charge activeren om Agumon te laten digivolven.
Marcus ontdekt uiteindelijk dat zijn vaders lichaam is overgenomen door de digimon-god King Drassil.

### Agumon
Agumon is Marcus’ digimonpartner. Hij is iets anders dan de Agumon uit Digimon Adventure. Zo is hij groter, heeft scherpere tanden, en rode beugels aan zijn armen. Hij ziet Marcus als zijn baas en als een soort grote broer.
Agumon is de eerste van de digimonpartners van de DATS-leden die openlijk geaccepteerd wordt door leden van buiten het team, waaronder Marcus’ familie. Agumon kent ook een speciale vorm, die hij in de laatste aflevering kan bereiken door Marcus’ DNA. Hierin lijkt hij meer op een draak. Fans noemen dit de Agumon Burst Mode.
Andere vormen van Agumon zijn:
KoromonAgumons in-training vorm. Identiek aan de Koromon uit Digimon Adventure.
GeoGreymonAgumons championvorm. Lijkt op de Greymon uit Digimon Adventure, maar dan met rode punten en strepen op zijn kop en meer uitsteeksels aan zijn torso.
RizeGreymonAgumons ultimate vorm. RizeGreymon is een GeoGreymon met een rood/wit pantser over zijn torso en kop, en een mechanische linkerarm met verschillende wapens eraan.
ShineGreymonAgumons megavorm. ShineGreymon is een geheel gepantserde, meer humanoïde Greymon met vleugels. ShineGreymon kent nog twee alternatieve vormen: Ruin Mode (een corrupte versie, waar hij per ongeluk in veranderde toen Marcus zich te veel liet leiden door zijn woedde) en Burst Mode (een vorm zonder vleugels, waarin hij gewapend is met een brandend schild en zwaard).

### Thomas H. Norstein
Thomas H. Norstein, Japanse naam Touma H. Norstein (トーマ・H・ノルシュタイン Tōma H. Norushutain), is een 14-jarig genie. Hij is op zijn 13e reeds afgestudeerd aan de Universiteit van Stockholm. Zelfs binnen DATS geld hij als een van de elite-leden. Thomas heeft een Japanse moeder, en een Oostenrijkse vader. Zijn moeder is omgekomen bij een auto-ongeluk waarin ze door een vrachtwagen werd overreden.
Thomas’ vader is een handlanger van Akihiro Kurata. Eenmaal wordt Thomas gedwongen om ook de kant van Kurata te kiezen. Thomas’ wens is een geneesmiddel te vinden voor zijn terminaal zieke zusje Relena. In de climax van de serie lukt hem dit, en wordt hij de jongste Nobelprijswinnaar ooit.

### Gaomon
Gaomon is Thomas’ digimonpartner. Hij lijkt op een blauwe, humanoïde hond met bokshandschoenen en een rode hoofdband. Gaomon heeft veel respect voor Thomas. Hij spreekt hem altijd aan met “meneer”, en kan erg agressief worden tegen iedereen die volgens hem Thomas niet hoog genoeg inschat.
Andere gedaantes van Gaomon zijn:
GaogamonGaomons championvorm. Gaogamon is een blauw/witte wolf met vooral aan zijn voorpoten scherpe klauwen en een sjaal om.
MachGaogamonGaomons ultimatevorm. MachGaomon is een grotere versie van Gaomon, gekleed in een pantser met onder andere grote metalen handschoenen.
MirageGaogamonGaomons megavorm. MirageGaogamon is geheel gepantserd, en gewapend met twee grote klauwen aan zijn rechterhand en een mes aan zijn linkerhand. Deze vorm van Gaomon kent ook een alternatieve versie: Burst Mode.

### Yoshi Fujieda
Yoshino "Yoshi" Fujieda (藤枝 淑乃, Fujieda Yoshino) is met haar 18 jaar het oudste lid van het team. Zij is al enkele jaren lid van DATS bij aanvang van de serie. Ze is erg onafhankelijk, en ziet zichzelf als een oudere zus voor Marcus en Thomas.
Ondanks dat ze zich volwassen en sterk voordoet, heeft ze vaak twijfels over haar eigen kunnen als gevolg van haar jeugd. Ze groeide op met meerdere oudere zussen, die altijd overal beter in waren dan zij. Dit gaf Yoshi een groot minderwaardigheidscomplex. Hulp van Marcus en Thomas is nodig om Yoshi haar zelfvertrouwen terug te geven.

### Lalamon
Lalamon is de digimonpartner van Yoshi. Ze is een plantdigimon die lijkt op een klein bloemachtig wezen. Ze is altijd open en eerlijk over haar gevoelens en gedachten. Haar persoonlijkheid is verder echter niet zo uitgediept als die van Agumon en Gaomon.
Lalamons andere gedaantes zijn:
SunflowmonLalamons championvorm. Sunflowmon is een digimon gemodelleerd naar een zonnebloem. Ze kan onder andere zonne-energie afvuren als wapen.
LilamonLalamons ultimatevorm. Lalamon is een humanoïde plantenwezen. Ze kan als wapen energiestralen afvuren.
RosemonLilamons megavorm. Rosemon is een menselijke digimon,met een harnas gemodelleerd naar een roos. Ze is gewapend met een dun zwaard. Rosemon kent ook een alternatieve vorm; burst mode.

### Keenan Crier
Keenan Crier, Japanse naam Ikuto Noguchi (野口 イクト, Noguchi Ikuto), is het jongste lid van het team. Hij komt tevens pas later bij de groep.
Keenan is opgevoed in de Digi-World door digimon. Zijn echte ouders zijn de DATS-geleerden Kevin en Michelle Crier. Door een ongeluk werd hij als baby naar digi-world getransporteerd, en geadopteerd door een Frigimon en Falcomon. Als jong kind was hij getuige van hoe de wetenschapper Akihiro Kurata probeerde alle digimon uit te roeien. Hierbij kwam onder andere Frigimon om het leven, waarna Merukimon Keenan onder zijn hoede nam. Dit incident heeft Keenan echter een enorme haat tegen mensen bezorgt. Aanvankelijk is hij dan ook erg vijandig tegenover het DATS-team. Pas nadat Keenan ziek wordt door een virus is hij bereid hulp van het DATS-team te accepteren. Hij wordt zo voor het eerst sinds zijn komst naar digi-world weer naar de echte wereld gebracht. Marcus neemt Keenan in huis en wordt een surrogaat grote broer voor hem.
Keenan refereert geregeld naar zichzelf en andere in de derde persoon. Zijn contact met het DATS-team brengt hem in conflict met enkele van zijn digimon-vrienden, totdat er vrede wordt gevormd tussen de mensen en digimon.

### Falcomon
Falcomon is Keenans digimonpartner, en tevens een van de twee digimon die hem van jongs af aan hebben beschermd. Hij lijkt op een grijze uil. Hij speelt onder andere een grote rol bij Keenans introductie in het DATS-team.
Falcomons andere gedaantes zijn:
PeckmonFalcomons championvorm. Peckmon is een digimon die meer weg heeft van een struisvogel met paarse en rode veren.
CrowmonFalcomons ultimatevorm. Crowmon is een grote paars/zwarte vogel die onder andere energieaanvallen kan uitvoeren.
RavemonFalcomons megavorm. Ravemon is een gepantserde, zilveren, humanoïde vogel. Net als de andere megadigimon van de DATS-leden heeft hij in deze gedaante een BuRst mode.

### Homer Yushima en Kamemon
Commandant-Generaal Homer Yushima (湯島 浩 Chief Yushima Hiroshi) is het hoofd van DATS, en een van de mensen die lid was van de originele expeditie naar de digi-world. Hij geeft Marcus zijn digivice bij aanvang van de serie.
Hij verschijnt in de serie een paar keer om Marcus en de anderen van advies te voorzien..
Homers digimon-partner is Kamemon; een blauwe antropomorfe schildpad. Hij wordt geregeld gezien in het DATS-hoofdkwartier. Hij kan digivolven naar Gwappamon (champion) en Shawujinmon (ultimate)

### Richard Sampson en Kudamon
Commandant Richard Sampson is Marcus’, Thomas’ en Yoshi’s meerdere bij DATS. Hij overziet al hun missies en geeft ze hun opdrachten. Later in de serie wordt hij uit zijn functie gezet door Akihiro Kurata. Hij helpt de DATS-leden af te reizen naar digi-world.
Voordat hij bij DATS kwam, was Sampson een privé-detective. Zijn onderzoek naar een groot aantal mysterieuze verdwijningen zette hem op het spoor van digi-world.
Sampsons’ partner is Kudamon, een witte, fretachtige digimon die zich meestal op de achtergrond ophoudt. Hij is in werkelijkheid een van de Royal Knights, Sleipmon, die gestuurd is om als spion te dienen binnen het DATS-team. Hij raakt echter gehecht aan zijn menselijke partner en weigert daarom tegen hem in opstand te komen.

### Miki en Megumi
Miki Kurosaki (黑崎 美樹 Kurosaki Miki) and Megumi Shirakawa (白川 惠 Shirakawa Megumi) zijn twee computerdeskundigen van DATS. Ze helpen het team vooral vanuit de controlekamer. Zij zien het meestal als eerste wanneer een digimon in de echte wereld binnendringt.

### PawnChessmon
Miki en Megumi hebben beide een PawnChessmon als partner; respectievelijk een zwarte en witte. Ze werken meestal aan de computerterminals in het DATS-hoofdkwartier, maar later in de serie gaan ze meevechten met de andere digimon. Hun alternatieve vormen zijn:
KnightChessmonDe championvormen van de PawnChessmon, eveneens in de kleuren wit en zwart.
RookChessmonde ultimatevorm van de zwarte PawnChessmon.
BisshopChessmonde ultimatevorm van de witte PawnChessmon.

## Familie Damon

### Dr. Spencer Damon
Dr. Spencer Damon, Japanse naam Professor Suguru Daimon (大門 英, Daimon Suguru), is de vader van Marcus.
Tien jaar voor aanvang van de serie leidde hij een expeditie naar de digi-world om Keenan te vinden, die per ongeluk in deze wereld was beland. Toen de groep werd aangevallen en overhaast terug moest keren naar de echte wereld, bleef hij achter om hun aftocht te dekken. Wat er nadien met hem is gebeurd was jarenlang een raadsel. Een rode draad in de serie is Marcus’ zoektocht naar hem. Later in de serie blijkt dat Spencer in de digi-world is gebleven in de hoop de “god” van de digi-world, King Drasil, te raadplegen om de oorlog tussen mensen en digi-mon te stoppen. Deze nam echter Spencers lichaam over voor zichzelf. Aan het eind van de serie, nadat King Drasil is verslagen, komt Spencer weer tot leven.

#### BanchoLeomon
BanchoLeomon is een digimon die Spencer in digi-world leerde kennen, en die toen min of meer zijn partner werd. BanchoLeomon is een megalevel digimon, en een van de weinige beest-digimon met de titel van Bancho. Hij redde onder andere Spencer toen diens lichaam werd overgenomen door King Drasil door zijn ziel te absorberen.
BanchoLeomon komt in de serie een paar keer de leden van het DATS-team tegen, en helpt hen onder andere in de strijd met de Royal Knights. Hij offert zichzelf in de climax van de serie op om ShineGreymon de kracht te geven om King Drasil te verslaan.

### Sarah Damon
Sarah Damon, Japanse naam Sayuri Daimon (大門 小百合, Daimon Sayuri), is Marcus’ moeder en Spencers vrouw. Ze is vooral een achtergrondpersonage in de serie. Ze is in tegenstelling tot veel mensen niet bang voor digimon, en verwelkomt Marcus’ Agumon vrijwel direct als lid van het gezin.

### Kristy Damon
Kristy Damon, Japanse naam Chika Daimon (大門 知香, Daimon Chika), is Marcus’ zusje. Ze kan goed overweg met Thomas, en krijgt later in de serie tijdelijk haar eigen digimonpartner: Biyomon. Marcus wil dit echter niet omdat ze dan ook lid moet worden van DATS.

#### Biyomon
Biyomon is de digimonpartner van Kristy. Deze biyomon is een grotere, mannelijke versie van de Biyomon uit Digimon Adventure. Hij maakt zijn debuut in de serie als een Puwamon. Later in de serie draait Biyomon tijdelijk door dankzij de overdaad aan menselijke emoties waaraan hij is blootgesteld. Marcus en Agumon zijn zelfs gedwongen tegen hem te vechten. Hij komt weer bij zinnen en vecht in de climax mee met de Royal Knights en King Drasil.
Biyomons andere vormen zijn Aquilamon (champion) en Garudamon (ultimate)

## Merukimon
Merukimon is een megadigimon die behoort tot de Olympische Twaalf; twaalf digimon die over de digi-world regeren. Hij is echter de enige van deze 12 die gezien wordt in de serie.
Merukimon heeft Keenan opgevoed nadat zijn adoptiefouder Frigimon stierf. Hij regeert over een deel van de digiworld vanuit zijn paleis. Tien jaar voor aanvang van de serie ontmoette hij Spencer, en geloofde diens woorden dat mensen en digimon samen konden bestaan. Dit geloof werd echter enorm geschaad door een aanval van Kurata, waarbij veel digimon de dood vonden.
Merukimon is in de serie zowel een bondgenoot als tegenstander van het DATS-team, vooral doordat hij niet goed weet wat hij nu moet denken van mensen. Hij geeft echter sterk om Keenan en weigert mede daarom mensen direct aan te vallen.
Merukimon wordt uiteindelijk gedood wanneer hij zich opoffert om Marcus en Keenan te beschermen tegen een creatie van Kurata.

## Gotsumon
Gotsumon is een dienaar van Merukimon, en een rivaal van Keenan daar Merucimon meer vertrouwen heeft in hem dan in Gotsumon. Hij heeft geen vertrouwen in mensen en ziet ze als gevaarlijke moordenaars. Wanneer Keenan zich bij het DATS-team aansluit, ziet Gotsumon dit als verraad. Omdat Merukimon weigert hem te geloven, verlaat Gotsumon hem en sluit zich aan bij een digimonopstand geleid door SaberLeomon. Uiteindelijk digivolved hij zichzelf naar Meteormon en bevecht het DATS-team. Hij wordt in deze gedaante vernietigd door RizeGreymon.
Gotsumon wordt later in de serie herboren, maar zonder herinneringen aan zijn vorige leven. Hij is nu een bondgenoot van het team.

## SaberLeomon
SaberLeomon is een krachtige megalevel digimon, die onder andere verantwoordelijk was voor de aanval op het expeditieteam van Spencer. Hij werd destijds door Spencer persoonlijk verslagen. Hij ziet Merukimon als een lafaard daar hij niet rechtstreeks tegen de mensen durft op te treden, en leidt uiteindelijk zelf een opstand tegen hen. Hij wordt slachtoffer van een van Kurata’s creaties, wat hem genoeg verzwakt voor RizeGreymon om hem te vernietigen.

## Akihiro Kurata
Akihiro Kurata is een wetenschapper van middelbare leeftijd, en een van de primaire antagonisten van de serie.
Tien jaar voor aanvang van de serie werkte hij voor DATS, en maakte hij deel uit van het expeditieteam van Spencer Damon. Kurata was totaal niet onder de indruk van de digimon, en beschouwde hen zelfs als gevaarlijke monsters. De aanval van SaberLeomon op het team versterkte Kurata’s idee nog meer, tot het punt waarop hij besloot zijn leven de weiden aan het uitroeien van alle digimon. Hiertoe maakte hij een eigen digimon: Gizumon, met wie hij een grootste aanval opende op de digi-world. Hierbij kwam onder andere Keenans adoptiefouder Frigimon om het leven. Merukimon kwam tussenbeide en dreef Kurata terug naar de echte wereld.
Bij aanvang van de serie koestert Kurata nog altijd zijn plannen voor het uitroeien van de digimon, evenals het gebruiken van hun kracht om de echte wereld te veroveren. Hij misleid het DATS-team met leugens in de hoop dat ze hem helpen bij zijn plan. Wanneer de waarheid aan het licht komt, keert Kurata zich tegen het team en doodt Merukimon met zijn creatie Gizumon AT. Hij blaast eveneens het DATS-gebouw op. Omdat hij hulp nodig heeft, rekruteert Kurata Thomas’ vader onder de valse belofte dat hij een geneesmiddel voor diens dochter, Relena, kan maken. Met Relena als zijn gijzelaar dwingt hij ook Thomas om voor hem te vechten.
Kurata fuseert zichzelf uiteindelijk met Belphemon om zelf een digimon te worden. Deze wordt vernietigd door ShineGreymon Burst Mode. Net voor zijn dood activeert hij zijn laatste troef; een bom die de grens tussen de digi-world en echte wereld doet breken.

### Gizumon
Gizumon is een digimon gemaakt door Kurata. Er komen grote aantallen van hen voor in de serie. Ze worden gezien in drie verschillende vormen. Alle drie deze vormen hebben een rond lichaam met een rood oog in het midden.
- De gewone Gizumon heeft spinachtige benen om zich voort te bewegen.
- Gizumon AT heeft geen armen en benen, maar zweeft gewoon. Verder heeft hij twee vleugels.
- Gizumon XT heeft lange armen en benen.

### Bio-Hybrids
De Bio-Hybrids zijn drie digimonjagers in dienst van Kurata. Deze jagers zijn drie mensen, Kouki, Nanami, en Ivan, die door experimenten van Kurata de gave hebben gekregen om zelf in een soort van digimon te veranderen. Alle drie worden ze verslagen door het DATS-team. De leden zijn:
- Kouki – BioThunderbirdmon/BioDarkdramon
- Nanimi – BioQuetzalmon/BioRotosmon
- Ivan - BioStegomon

### Belphemon
Belphemon is een demonische digimon, die jaren terug door Kurata werd gevonden als ei in een tempel. Hij lijkt het meest op een gargoyle. Kurata gebruikt hem als gastlichaam door zijn dna met hem te fuseren.

## King Drasil
King Drasil, ook bekend als Yggdraisl, is een godachtig wezen dat heerst over de digiworld. Hij is niet echt een digimon maar een ander soort digitaal wezen gemaakt om al het leven in de digi-world te beheersen. Tien jaar voor aanvang van de serie zocht Spencer Damon King Drasil al eens op, maar deze zag hem als een bedreiging en nam zijn lichaam over.
King Drasil komt voor het eerst voor in de serie wanneer de bom van Akihiro Kurata de grens tussen de echte wereld en digi-world laat breken, waardoor beide werelden dreigen te botsen. Om de digi-world te redden, wil Drasil de menselijke wereld vernietigen. Hij laat onder andere de Royal Knights een reeks aanvallen uitvoeren. Wanneer zijn falen, neemt hij het heft in eigen hand. Hij neemt hiervoor een robotische vorm aan. Hij gaat echter zo ver in zijn vernietigingsdrang, dat zelfs de Royal Knights zich tegen hem keren.
In de climax van de serie wordt Drasil verslagen door een combinatie van Agumon in zijn Burst Vorm en Marcus. Hierop ziet Drasil de echte kracht van samenwerking tussen mensen en digimon. Hij brengt Spencer weer tot leven en trekt zich terug.

## Royal Knights
De Royal Knights zijn 10 megalevel digimon die werken voor King Drasil. Hij stuurt hen eropuit om de mensenwereld te vernietigen. Een aantal van hen worden verslagen door de DATS-leden. De rest keert zich later tegen King Drasil. De leden van de Royal Knights zijn:
Alphamonwordt enkel gezien als silhouet
CraniamonDe Royal Knight die het loyaalst is aan King Drasil. Hij werd 10 jaar geleden al eens verslagen door Spencer Damon en BachoLeomon.
LoadKnightmonwordt verslagen door MirageGaogamon.
DynasmonDe sterkste van de Royal Knights. Hij leidt onder andere een aanval op New York.
Gallantmonwordt bevroren door Sleipmon
Leopardmonwordt verslagen door Rosemon Burst Mode en Ravemon Burst Mode.
Magnamonde enige niet-mega digimon van de Royal Knights.
Omnimonde tweede bevelhebber van de Royal Knights.
Sleipmonmegavorm van Kudamon, de digmonpartner van commandant Sampson
UlforceVeedramonde snelste van de Royal Knights.